# HD315873
HD315873 — хімічно пекулярна зоря спектрального класу
B8 й має видиму зоряну величину в смузі V приблизно 10,5.

## Пекулярний хімічний склад
Зоряна атмосфера HD315873 має підвищений вміст 
Si
.